# Spanish Lake (Misuri)
Spanish Lake es un lugar designado por el censo del condado de San Luis, Misuri, Estados Unidos. Según el censo de 2020, tiene una población de 18 413 habitantes.
En los Estados Unidos, un lugar designado por el censo (traducción literal de la frase en inglés census-designated place, CDP) es una concentración de población identificada por la Oficina del Censo exclusivamente para fines estadísticos.
En este caso se trata, a todos los efectos prácticos, de un barrio de la ciudad de San Luis.  

## Geografía
Está ubicado en las coordenadas 38°47′19″N 90°12′28″O / 38.78861, -90.20778. Según la Oficina del Censo de los Estados Unidos, tiene una superficie total de 19.38 km², de la cual 19.09 km² corresponden a tierra firme y 0.29 km² están cubiertos de agua.

## Demografía

### Censo de 2020
| Raza                   | Núm.   | Porc.   |
| ---------------------- | ------ | ------- |
| Afroamericanos         | 15 212 | 82.62%  |
| Blancos                | 2167   | 11.77%  |
| Amerindios             | 70     | 0.38%   |
| Asiáticos              | 61     | 0.33%   |
| Isleños del Pacífico   | 3      | 0.02%   |
| De otras razas         | 231    | 1.25%   |
| De una mezcla de razas | 669    | 3.63%   |
| Total                  | 18 413 | 100.00% |

Del total de la población, el 1.80% son hispanos o latinos de cualquier raza.

### Censo de 2010
Según el censo de 2010, en ese momento había 19 650 personas residiendo en la zona. La densidad de población era de 1006,76 hab./km². El 76.93% de los habitantes eran afroamericanos, el 19.76% eran blancos, el 0.23% eran amerindios, el 0.38% eran asiáticos, el 0.03% eran isleños del Pacífico, el 0.35% eran de otras razas y el 2.32% eran de una mezcla de razas. Del total de la población, el 1.24% eran hispanos o latinos de cualquier raza.